# Léré, Cher
Léré är en kommun i departementet Cher i regionen Centre-Val de Loire i de centrala delarna av Frankrike. Kommunen ligger  i kantonen Léré som tillhör arrondissementet Bourges. År 2022 hade Léré 1 095 invånare.

## Befolkningsutveckling
Antalet invånare i kommunen Léré
Referens:INSEE